# Masdar Institute of Science and Technology
Il Masdar Institute of Science and Technology (Masdar Institute) è un'università orientata alla ricerca focalizzata sulle energie alternative, sostenibili e sull'ambiente. È situata a Masdar City ad Abu Dhabi (Emirati Arabi Uniti).
L'istituto Masdar è parte integrante dell'Iniziativa Masdar e sarà la prima istituzione ad occuparsi di Masdar City. Il programma di sviluppo e tecnologia del Massachusetts Institute of Technology (USA) fornirà la consulenza e la valutazione scientifica.

## Organizzazione
- Ingegneria chimica
- Ingegneria meccanica
- Ingegneria e scienze dei materiali
- Ingegneria dei sistemi e gestione
- Ingegneria dell'acqua e dell'ambiente
- Scienze dell'informazione e informatica
- Ingegneria elettrica
- Ingegneria dei microsistemi